# Brandon Browner
Brandon Kemar Browner (* 2. August 1984 in Los Angeles, Kalifornien) ist ein ehemaliger US-amerikanischer American-Football-Spieler auf der Position des Cornerbacks. Er spielte sowohl in der Canadian Football League (CFL) als auch in der National Football League (NFL) und konnte den Grey Cup und zweimal den Super Bowl gewinnen.

## Jugend und College
Schon in der High School zeigte sich Browners großes sportliches Talent. So spielte er nicht nur auf diversen Positionen Football, sondern tat sich auch als Leichtathlet hervor. Er besuchte die Oregon State University und spielte für deren Team, die Beavers, erfolgreich College Football. Er wurde wiederholt ausgezeichnet und in diverse Auswahlteams aufgenommen.

## NFL und CFL

### Denver Broncos
Trotz seiner Erfolge fand er beim NFL Draft 2005 keine Berücksichtigung, wurde aber danach von den Denver Broncos als Free Agent verpflichtet. Bei einem Vorbereitungsspiel in der Preseason brach er sich den linken Unterarm und musste die ganze Saison passen. Im Juli 2006 wurde er entlassen.

### Calgary Stampeders
Da seine NFL-Karriere beendet schien, noch bevor sie richtig begonnen hatte, nahm er ein Angebot der Calgary Stampeders an und spielte die nächsten vier Saisons überaus erfolgreich Canadian Football. 2008 konnte er mit seinem Team sogar den Grey Cup, die Meisterschaft der Kanadischen Footballliga gewinnen.

### Seattle Seahawks
2011 wurde er von den Seattle Seahawks verpflichtet, konnte sich sofort durchsetzen und lief in allen Partien als Starter auf.
2012 erhielt er, nachdem er positiv auf Amphetamin getestet wurde, eine Sperre von vier Spielen.
2013 wurde Browner wegen Drogenmissbrauchs neuerlich, zunächst für unbestimmte Zeit, suspendiert. So konnte er auch am Super Bowl XLVIII, den sein Team gewann, nicht teilnehmen. Nach Ende der Saison wurde die Sperre auf vier weitere Spiele verkürzt.

### New England Patriots
Wenige Tage später wurde er von den New England Patriots verpflichtet, saß seine Sperre ab und musste zwei weitere Spiele auf seinen ersten Einsatz warten. Danach kam er aber in allen weiteren Begegnungen als Starter zum Einsatz. So auch im Super Bowl XLIX, den er mit den Patriots gegen sein Ex-Team gewinnen konnte.

### New Orleans Saints
Im März 2015 wurde er von den New Orleans Saints, die nach Ablauf der für sie enttäuschenden Saison unverzüglich mit dem Umbau der Defense begannen, verpflichtet. Zu Beginn der Saison wählten seine Mitspieler ihn und Cameron Jordan zu den beiden Mannschaftskapitänen der Defense. Im Verlauf der Saison verursachte Browner 24 Strafen, wovon 21 angenommen wurden. Damit brach er den Rekord von Chester Pitts, der 2003 zweiundzwanzig Strafen gegen die Houston Texans verursachte. Das Zählen von Strafen für individuelle Spieler wird seit 1999 durchgeführt. Am 10. März 2016 wurde er von den Saints entlassen.

### Seattle Seahawks
Er unterschrieb am 17. April einen Einjahresvertrag mit seinem alten Team, den Seattle Seahawks. Hier sollte er als Hybrid-Safety (Einsatz als Safety und Linebacker) spielen, wurde jedoch bereits am 29. August 2016 im Rahmen der ersten Kaderverkleinerung während der Preseason entlassen.

## Verurteilung und Haft
Nachdem Browner bereits 2017 wegen Kokainbesitzes mit dem Gesetz in Konflikt geraten war, wurde er im Juli 2018 in Haft genommen, nachdem er bei einer Ex-Freundin eingebrochen war, versucht hatte eine Rolex zu stehlen und die Frau gewürgt hatte. Im Dezember 2018 wurde er wegen Mordversuchs zu acht Jahren Haft verurteilt.